# Placodes brauni
Placodes brauni är en skalbaggsart som beskrevs av Lewis 1904. Placodes brauni ingår i släktet Placodes och familjen stumpbaggar. Inga underarter finns listade i Catalogue of Life.